# 神奈川県立横浜清陵高等学校
神奈川県立横浜清陵高等学校（かながわけんりつ よこはませいりょう こうとうがっこう）は、神奈川県横浜市南区清水ケ丘にある公立の高等学校。

## 設置学科
- 普通科（単位制）

2016年（平成28年）度入学生まで
- 総合学科

## 基本情報

### 概要
神奈川県の県立高校再編計画により県立清水ケ丘高等学校と県立大岡高等学校の2校を統合して誕生した。キャリア教育に重点を置く高校として創設され、インターンシップの実施や特色科目と呼ばれる必履修科目を設置した高いレベルでの進路実現に向けた教育を行っている。
初代学校長の石川裕二は神奈川県初の教員出身以外の校長であり、清水ヶ丘高校から教員として創立に係わった2代目の岡崎珠苗校長を経て、3代目の船橋憲正校長も教員出身ではない。
生徒に主体性を求める校風で生徒会や行事、学校説明会などが生徒主体で行われている。単位制（開校時は総合学科）である同校は時間割を生徒が自ら作成するため学校側は生徒に対して、常に「自己責任・自己選択」を求めている。

### 沿革
- 2004年（平成16年） - 神奈川県立清水ケ丘高等学校と神奈川県立大岡高等学校の再編統合により神奈川県立横浜清陵総合高等学校開校。統合に伴い、校歌を刷新した。
- 2017年（平成29年）4月 - 総合学科を単位制の普通科に改編し、神奈川県立横浜清陵高等学校の校名となった。
- 2019年（平成31年／令和元年）3月 - 総合学科閉科。
- 2025年（令和7年） - 第97回選抜高校野球大会の21世紀枠で選出。春夏通じて初の甲子園出場となる。

### 校舎
旧清水ケ丘高校の校地と校舎を引き継ぎ、清陵総合高校として建設したのは新棟のみである。校舎はコの字型の5階建て（一部3階建て）。新棟は1階に240名収容可能な多目的室や福祉実習室、2階には2部屋のコンピューター教室を設置している。

## 特色

### 取り組み
- インターンシップの導入 - 従来の神奈川県募集のインターンシップに加えて、清陵総合独自にオサラギ商事、崎陽軒、神奈川大学、神奈川中央交通など様々な企業や機関に協力を依頼し実施している。またこのインターンシップは単位認定もされる。
- 時間割 - 単位制総合学科であるため時間割を生徒自らが作成する。
- 校外活動の単位認定 - 実用英語検定・日商文書・初級シスアドなどの技能審査や、インターンシップ、ボランティア活動などの成果を単位認定している。
- 選択科目 - 自然科学とことこ、生活の中の自然科学、ロボット入門、情報処理技術、写真表現、茶道、世界の旅、ハングル、中国語、社会福祉基礎、基礎介護、マネーライフ、スキー・キャンプ、トレーニング理論など様々な科目を設置している。
- 生徒主体の学校説明会 - 中学生向けの学校説明会の説明は「学校説明会生徒スタッフ」と呼ばれる生徒の校内団体が進行や説明を行っているため教員がほとんど出て来ないという極めて珍しい学校説明会を実施している。

### 科目
- 産業社会と人間 - 1年次の必履修科目。社会人の方々を学校に招き話を聞く社会人講話や、実際に働いている現場を見学する事業所見学（同日、希望者にはジョブシャドウを実施）などを通し、自己を見つめなおし、将来の職業選択に備える授業。後半には、発表の際にPowerPointを使う場面があり、情報の授業と連動してスライドの作り方や、発表の仕方を学ぶ。
- コミュニケーション - 2年次の必履修科目。2年生全員が行うインタビュー実習を柱として進む授業。インタビュー実習とは、一人ひとりが自分でインタビューしたい人を決め、自らアポイントメントを取り、一人でインタビューを聞きに行くというもの。このインタビュー実習やその前に行われるコミュニケーションスキルトレーニングなどを通して、今後社会を生きていくために重要なコミュニケーション力を養う。
- 視点 -　2年次の必履修科目。3年次の探求の活動の前段階として、小論文の書き方を学ぶための授業。また、仕事をする上での様々な視点について、外部の講師を招き話を聞いたりする。後半は３年次の探求へ向けての活動を行う。
- 探求 - 3年次の必履修科目。1年を通して自分で決めたテーマに沿って、調べたり、成果物を作成したりする授業。生徒はテーマによって各系列科目に割り振られ、その中でホームベースという括りを作って1年間その中で活動する。ただし、授業時間の活動に関してはそれに縛られることなく、事前に申請をすれば探求の時間を活用してどこかに出かけることもできる（例えば、絵画について調べているので美術館を見に行く、など）。最終的には、全員が論文の提出と、1年間の成果を発表をする。

## 教育目標
夢に向かってチャレンジする力を育てる。
社会の変化に対応し、時代を切り拓く力を育てる
自ら課題を発見し、主体的に解決する力を育てる

## スクールライフ
- 外履きのまま校舎内に入れる一足制を採用し、清水ヶ丘高校時代に靴箱が設置されていたスペースは、ラウンジとして使用されている。
- 基本的にSHR（ショートホームルーム）は昼に実施される。これは単位制高校のため生徒一人一人の時間割りが異なるため昼に実施した方が効率的（一時限や午後に授業がない生徒もいるため）であると判断したためである。
- 自転車・バイクでの通学は原則禁止されているが、2005年度からは遠方地に住む生徒に限り申請及び学校側の許可が必要ではあるが最寄駅までの利用が可能になった。
- 文化祭の「清陵祭」の名称は清水ヶ丘高校時代から引き継がれている。
- 修学旅行先は、一期生（2004年度生）がシンガポール、二期生（2005年度生）が沖縄orシンガポール、三期生（2006年度生）が沖縄orオーストラリア、四期生（2007年度生）が沖縄or韓国、五期生（2008年度生）が沖縄or台湾、六期生（2009年度生）が沖縄orマレーシア、十一期生(2014年度生)からは長崎or大分、十三期生からは沖縄。

## 硬式野球部
硬式野球部を率いるのは、東海大相模の控え投手として2000年春（第72回）に優勝を経験した野原慎太郎。横浜国立大学に進学し家庭科の教諭となった異色の経歴を持ち、2020年から横浜清陵に異動し監督を務めている。公立校であることを言い訳にしない私学コンプレックスの払拭に取り組み、練習グラウンドのベンチの壁には「『公立』『私立』意識の禁止」など数々の標語が掲げられている。
背番号は、エースやレギュラーといった選手の中にある先入観を拭い去るため、ポジション順ではなく名前の五十音順で割り振っている。また、大げさなポーズで喜ぶのは相手に失礼という監督の思いから、勝った試合後、帰路のバスの中で1分間だけは喜んでもいいが、それ以上はダメという決まり事もある。選手で部門ごとにリーダーを決め、「自治会議」で意見を出しあって練習の目的を共有するなどの、独自のチーム作りを行なっている。
2024年秋の県大会で公立校で唯一8強入りし、翌2025年春（第97回）で神奈川県勢として初めて21世紀枠で選出され、春夏通じて初の甲子園出場を果たした。神奈川の公立校が甲子園に出場するのは1997年春（第69回）の横浜商以来28年ぶり、県立では1954年春（第26回）の湘南以来71年ぶり。

## 部活動
運動部
- 硬式野球
- バスケットボール
- バレーボール
- サッカー
- バドミントン
- 陸上競技
- 硬式テニス
- ソフトテニス
- 剣道
- 体操競技
- 水泳
- ライフル射撃
- ダンス
- ワンダーフォーゲル
- 卓球
- ソフトボール

文化部
- 吹奏楽
- 文芸
- 茶道
- 美術
- 軽音楽
- 自然科学
- 漫画研究
- 写真
- 書道
- クッキング
- 国際交流
- 合唱
- JRC
- 鉄道研究

## アクセス
- 京急線南太田駅 徒歩12分
- 横浜市営地下鉄ブルーライン吉野町駅 徒歩17分

## 著名な出身者
- 立山由香里（女子ラグビーユニオン選手、7人制女子日本代表）

旧・神奈川県立清水ヶ丘高等学校
- 斉藤由貴（女優）
- 斎藤友佳理（バレエダンサー）
- 伽代子（女優、タレント、『進ぬ!電波少年』の地球防衛軍レッド役）
- 横尾泰輔（NHKアナウンサー）
- 麻生けんたろう（ラジオDJ）
- 大倉正章（声優）
- 日野由利加（声優）
- 落合るみ（声優、『サザエさん』の2代目中島役）
- 後藤輝樹（政治活動家）

旧・神奈川県立大岡高等学校
- 鈴木健太（サッカー選手）